# Dhamar
Dhamar (em árabe: ذمار), ocasionalmente grafada como Thamar, é uma cidade no sudoeste do Iêmen. Localizada a uma altitude de 2.400 metros acima do nível do mar, Dhamar fica a 100 quilômetros ao sul de Sana, a norte de Ibb, e oeste de Al-Beidha. Seu nome remonta ao rei de Sabá e Dou-Reddan, entre 15 e 35 a.C., cujo nome era Dhamar Ali Yahber, cuja estátua foi descoberta na cidade de Al-Nakhla Al-Hamra'a ("a palmeira vermelha"). Esta cidade é um dos muitos sítios arqueológicos encontrados nas proximidades da cidade de Dhamar.
A cidade de Dhamar é a capital da província e se situa na estrada principal, que conecta a capital Saná com diversas outras províncias. A cidade foi um dos célebres centros culturais e científicos árabes e islâmicos do país. Sua Grande Mesquita foi construída na época do califa Abi-Bakr Al-Sadik.
Dhamar teve um papel importante na vida política e no comércio do Iêmen, desde antes mesmo do advento do islamismo. Antigas inscrições iemenitas mencionam a cidade de Dhamar como um centro muito famoso de ciências e estudos islâmicos.
Dhamar era célebre também por seus cavalos; a cidade foi um dos centros de criação do animal na Arábia. Hoje em dia é conhecida no país pelas suas diversas mesquitas históricas, que se destacam pela arquitetura característica, que harmoniza com as cores da terra vulcânica da localidade.
A cidade em si, no centro da bacia de Dhamar, tem origem antiga. Construída pelo lendário rei himiarita Dhamar Ali, responsável pela reconstrução da grande represa de Ma'rib. Dhamar é a única cidade no norte do Iêmen que não é cercada por muros ou por qualquer formação defensiva natural; é apenas um assentamento sobre uma planície. Situa-se numa posição central, e tem boas ligações com às províncias vizinhas, o que fez com que a cidade prosperasse, funcionando como um mercado semanal e um ponto de encontro das tribos vizinhas.
A Universidade de Dhamar, que tem sua sede na cidade, é a maior universidade do Iêmen.